# 夏雲岫
夏雲岫（？年—？年），號金江，奉天岫岩縣人。清朝官员。

## 生平
道光十二年（1832年）中式壬辰恩科進士，即用知縣，歷任山西榮河、永濟、孝義、湖北黃梅、雲夢、四川安縣、彭縣、成都、雙流等縣知縣。陞馬邊廳同知，充任湖北庚子科鄉試同考官。因捕獲隣境盜犯有功，加知府銜，實授河南南陽府知府，調湖南衡州府，再升河南河陝汝道，加按察使銜。